# Temporal (canção de Pitty)
"Temporal" é uma música da cantora de Hard rock brasileira Pitty, presente em seu álbum de estreia Admirável Chip Novo. A canção fez relativo sucesso, figurando entre as vinte mais tocadas.

## História
Temporal passou a rotacionar nas rádios antes mesmo de ser lançada como um single não-oficial, por fazer parte da trilha sonora da novela Da Cor do Pecado, da Rede Globo, onde foi o tema principal de Valkiria (Giordana Forte), recebendo execussões conostantes na novela. 
Composta por Pitty em parceria com Peu Sousa, a composição da canção teve seu pontapé inicial a partir de um conto de Edgar Allan Poe que fazia referencia à possibilidade de se parar o tempo. A canção apresenta sonoridade mais suave que a maioria das canções do álbum, contando com a contribuição do violão do cantor e instrumentista Paulinho Moska, o violoncelo de Jacques Morelembaum e o violino de Ricardo Amado, além do arranjo cheio de arabescos de Jota Moraes, fazendo referência à clássicos do rock como "Disarm" dos Smashing Pumpkins e "Kashmir" do Led Zeppelin.